# Präfektur Iwate
Die Präfektur Iwate (japanisch 岩手県, Iwate-ken) ist eine der 47 Präfekturen Japans und liegt in der Region Tōhoku. Sitz der Präfekturverwaltung ist Morioka. Iwate ist Partnerpräfektur des deutschen Bundeslandes Rheinland-Pfalz.

## Geografie
Die Präfektur Iwate liegt im Norden der Hauptinsel Honshū, südlich der Präfektur Aomori, östlich der Präfektur Akita und nördlich der Präfektur Miyagi. Die Präfektur besteht hauptsächlich aus Bergen und Hochplateaus (Ōu-Gebirge und Kitakami-Bergland), die sich bis zur Küste im Osten ziehen. Im Westen an der Grenze zu Akita wird die Präfektur von dem Ōu-Gebirge abgeschlossen. Das ansonsten gebirgige Iwate wird in Nord-Süd-Richtung von einem Tal (Fluss Kitakami) durchschnitten, in dem Morioka und die meisten anderen Städte der Präfektur liegen.
Die Präfektur Iwate ist bestimmt durch landwirtschaftliche Nutzung und landschaftliche Schönheit. Die Industrialisierung ist gering.
In Iwate gibt es sieben Präfekturnaturparks (kenritsu shizen kōen). Außerdem liegen ganz oder teilweise in der Präfektur die Quasi-Nationalparks Kurikoma und Hayachine sowie die Nationalparks (kokuritsu kōen) Towada-Hachimantai und Sanriku-Fukkō. Zusammen umfassen die Naturparks in Iwate eine Fläche von 72.061 ha.

## Geschichte
Bis zum Ende der Meiji-Zeit war Iwate der mittlere Teil der Provinz Mutsu. Die Provinz kam in der Heian-Zeit (794–1185) unter die Kontrolle der Zentralregierung, wurde während des elften und zwölften Jahrhunderts von dem Ōshū-Fujiwara-Klan regiert. Ihr Regierungssitz war Hiraizumi, das bis heute ein touristischer Anziehungspunkt ist. Im sechzehnten Jahrhundert und in der folgenden Edo-Zeit (1603–1868) war die Region in verschiedene eigenständige Lehen unterteilt. 1869 wurde von Mutsu unter anderem die Provinz Rikuchū abgetrennt, das von der Ausdehnung in etwa Iwate entsprach. Den heutigen Namen Iwate und die bis heute bestehenden Grenzen bekam die Präfektur im Jahre 1876 im Zuge der damaligen Gebietsreformen.
Die Präfektur wurde am 11. März 2011 durch das Tōhoku-Erdbeben erschüttert und die Gemeinden an der Küste (von Nord nach Süd: Hirono, Kuji, Noda, Fudai, Tanohata, Hiraizumi, Miyako, Yamada, Ōtsuchi, Kamaishi, Ōfunato, Rikuzentakata) von einem darauffolgenden Tsunami schwer getroffen. Nach der Schadenserfassung mit Stand von März 2016 wurden für die gesamte Präfektur über 5.100 Tote, mehr als 1.100 weiterhin Vermisste sowie rund 20.000 vollständig zerstörte Wohnhäuser gezählt.
Seit Mai 2019 ist das Pokémon Kleinstein der offizielle Tourismusbotschafter der Präfektur.

## Wirtschaft

### Automobilindustrie
Als Folge des Erdbebens 2011 hat Toyota Tōhoku als dritten Produktionsstandort in Japan positioniert und im Juli 2012 die Toyota Motor East Japan (engl. für die トヨタ自動車東日本 Toyota jidōsha Higashi-Nihon) gegründet, um die Produktion von Kleinwagen zu konsolidieren. Darüber hinaus unterstützt das Werk Iwate in der Stadt Kanegasaki, der größte Produktionsstandort der Toyota Motor East Japan Corporation, die Produktion von Toyota Motor France und fungiert als Mutterwerk für die Kompaktwagen von Toyota.

### Halbleiterindustrie
Mehrere große Halbleiterhersteller haben sich in der Präfektur Iwate niedergelassen. Dazu gehören die Japan Semiconductor Corporation, Denso Iwate Co, Ltd. und die Kioxia Iwate Corporation, die Halbleitergeräte herstellen, sowie Tokyo Electron Solutions Tohoku, die sich auf Halbleiterproduktionsanlagen spezialisiert haben. Die Präfektur Iwate beteiligt sich an der „Iwate Semiconductor and Electronics Industries Promotion Conference“ (I-SEP), einer Organisation für die Zusammenarbeit zwischen Industrie, Hochschulen und Regierung, um die Handelsbeziehungen zu verbessern, die Zusammenarbeit zu erleichtern und die Humanressourcen zu entwickeln.

## Politik
- KPJ: 2
- Kibō Iwate („Hoffnung Iwate“; mit KDP, DVP, Sanseitō): 16
- Iwate Shinseikai („Vereinigung Neue Politik Iwate“): 6
- Iwate kenmin club・mushozoku no kai („Präfekturbürgerklub Iwate/Unabh. Vers.“; Parteilose/ehemalige Chiiki Seitō Iwate): 5
- Fraktionslos (inkl. SDP 1 & Kōmeitō 1): 3
- LDP: 16

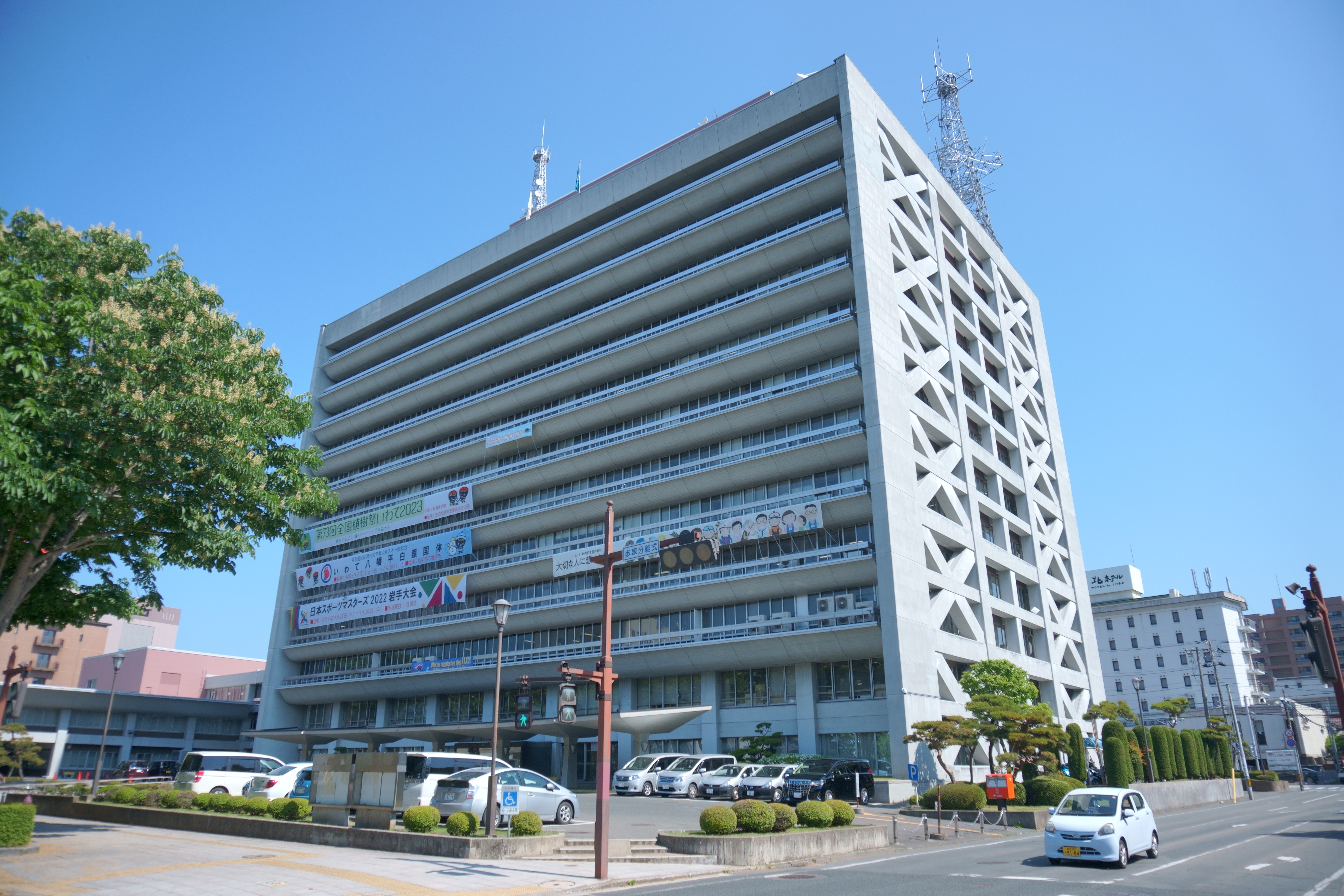
Das Gebäude der Präfekturverwaltung (engl. Iwate Prefectural Government Building) in Morioka.

Die Wahlkreiseinteilung Iwates für das nationale Abgeordnetenhaus seit 2017

Gouverneur von Iwate ist seit 2007 Takuya Tasso, der mit Unterstützung der damals auf nationaler Ebene oppositionellen Demokratischen Partei gewählt wurde, als bei der gleichzeitigen Parlamentswahl die Demokraten landesweit erstmals stärkste Kraft in einem Präfekturparlament wurden. 2012 folgte er Ichirō Ozawa aus der Partei. Tasso wurde bei der wegen des Tōhoku-Erdbebens verschobenen Gouverneurswahl am 11. September 2011 für eine zweite Amtszeit bestätigt und 2015 mangels Gegenkandidat ohne Abstimmung für eine dritte wiedergewählt, nachdem auch die Kommunisten auf einen Kandidaten verzichteten und der Ex-Demokrat Tatsuo Hirano eine vorher erklärte LDP-Kōmeitō-gestützte Kandidatur zurückgezogen hatte. Bei der Gouverneurswahl 2019  wurde Tasso mit Unterstützung der nationalen Mitte-links-Opposition (KDP, DVP, Kommunistische Partei Japans, SDP) mit Zweidrittelmehrheit gegen den von LDP und Komeitō unterstützten ehemaligen Präfekturparlamentsabgeordneten Atsushi Oikawa für eine vierte Amtszeit bestätigt. Die Wahlbeteiligung erreichte mit 53,5 % den niedrigsten Wert aller Zeiten. 2023 setzte sich Tasso mit 59,2 % der Stimmen bei etwas gestiegener Wahlbeteiligung von 56,63 % gegen die von der Komeitō unterstützte ehemalige Präfekturparlamentsabgeordnete Junko Chiba durch.
Iwate ist die Heimatpräfektur von Ichirō Ozawa und war ab den 1990er Jahren lange, obwohl insgesamt eher ländlich geprägt, eine relative Hochburg seiner Parteien: der Neuen Fortschrittspartei, der Liberalen Partei und der Demokratischen Partei. 2012 verließ Ozawa die Partei und die Demokraten in Iwate spalteten sich. Der Gouverneur und etwa die Hälfte der Abgeordneten im Präfekturparlament und der Vertreter Iwates im nationalen Parlament folgten Ozawa in die Kokumin no Seikatsu ga Daiichi, die Nippon Mirai no Tō und die Seikatsu no Tō/Liberale Partei, die 2019 Teil der Demokratischen Volkspartei geworden ist, einem der beiden Hauptnachfolger der Demokraten. 2020 wechselten Ozawa und die meisten seiner Anhänger bei der Neugruppierung der beiden Demokratischen Parteien zur vergrößerten Konstitutionell-Demokratischen Partei. Bei der gleichzeitig mit der Gouverneurswahl durchgeführten Wahl 2023 der 48 Mitglieder des Präfekturparlaments blieb die LDP mit 15 Sitzen (+2) stärkste Partei, die KDP erhielt unverändert neun Sitze. Die Hauptunterstützer des Gouverneurs verpassten mit 21 Sitzen die absolute Mehrheit, die Unterstützer von Herausforderin Chiba gewannen 23 Sitze, vier Abgeordnete waren in der Gouverneurswahl neutral.
Im nationalen Parlament ist Iwate seit 2017 nur noch durch drei direkt gewählte Abgeordnete im Abgeordnetenhaus und zwei im Rätehaus vertreten. Nach den Wahlen von 2019, 2022, 2024 und Änderungen seither besteht die Delegation Iwates ins nationale Parlament aus (Stand: November 2024):
- im Abgeordnetenhaus
  - Wahlkreis 1: Takeshi Shina (KDP, 6. Amtszeit),
  - Wahlkreis 2: Shun’ichi Suzuki (LDP, 10. Amtszeit),
  - Wahlkreis 3: Ichirō Ozawa (KDP, 19. Amtszeit), der nach seiner erstmaligen Mehrheitswahlniederlage gegen Takashi Fujiwara (LDP) 2021 bei der Wahl 2024 wieder seinen alten Sitz zurückgewann,
- im Rätehaus
  - bis 2028: Eiji Kidoguchi (KDP, 2. Amtszeit), der die Nachwahl für seinen früheren Sitz mit über 65 % der Stimmen gewann, nachdem Megumi Hirose, die erste LDP-Wahlsiegerin in Iwate seit 1992, in einem Skandal um öffentlich finanzierte Sekretärsgehälter im Sommer 2024 aus der LDP aus- und schließlich zurückgetreten war,[20][21][22] und
  - bis 2025: Takanori Yokosawa (KDP, 1. Amtszeit).

Die Präfektur ist über freundschaftliche Beziehungen mit Rheinland-Pfalz verbunden.

## Gemeinden

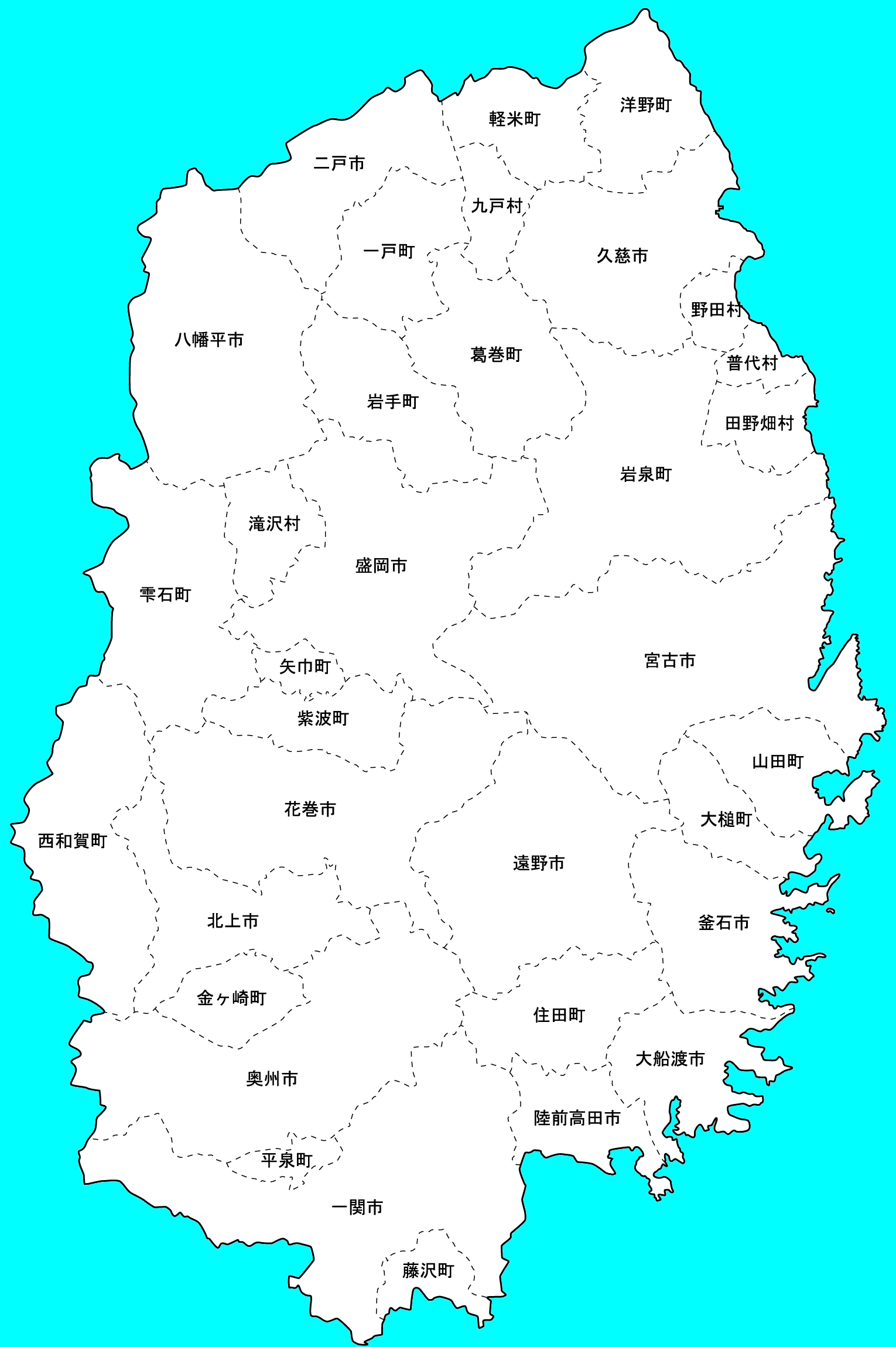
Gemeindeeinteilung von Iwate 2010

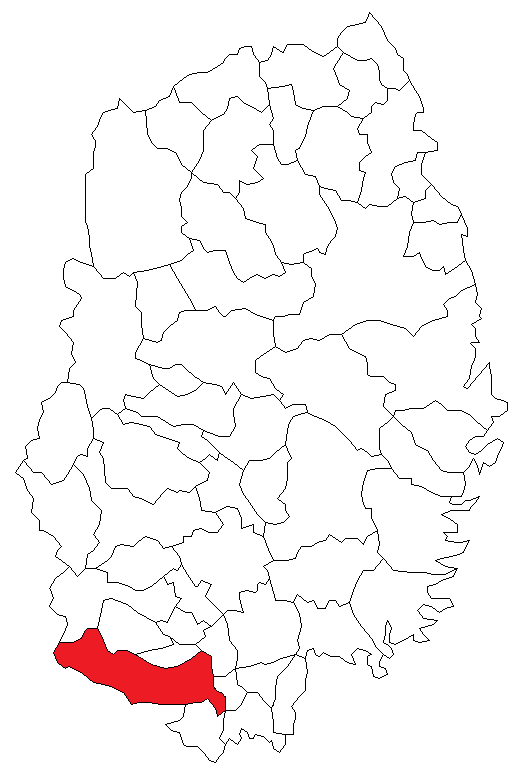
Gemeindeeinteilung 2004 während der Heisei-Gebietsreform (Ichinoseki-shi in rot)

2015 gibt es noch 33 Gemeinden (shichōson) in Iwate (von über 200 1889 und noch knapp 60 im Jahr 2000): 14 [kreisfreie] Städte (-shi) – davon nur die Hauptstadt in einer Sonderform für Großstädte –, 15 [kreisangehörige] Städte (-machi/-chō) und vier Dorfgemeinden (-mura/-son). Von den zehn verbleibenden der (als geographische Einheiten weiterhin gebräuchlichen) ehemaligen Landkreisen (-gun) in Iwate bestehen sechs nur noch aus einer einzigen Gemeinde.
Anmerkungen:
- Im Sinne der Lesbarkeit wurden in dieser Tabelle die Präfixe für Himmelsrichtungen, „Ober-“ und „Unter-“ sowie dem Ortsnamen vorangestellte Provinznamen wie auch die Gemeindesuffixe grundsätzlich durch Bindestrich abgetrennt, die sonstige Romanisierungspraxis ist uneinheitlich.
- Es gibt mehrere Gebiete, deren Gemeindezugehörigkeit ungeklärt ist.[24]

| Gemeinde                               | Typ                 | Kreis       | Fläche (1. Januar 2023) | Einwohnerzahl (1. März 2021) |
| -------------------------------------- | ------------------- | ----------- | ----------------------- | ---------------------------- |
| Morioka (Sitz der Präfekturverwaltung) | -shi („Kernstadt“)  | –           | 886,47 km²              | 290.553                      |
| Hachimantai                            | -shi                | –           | 862,30 km²              | 23.742                       |
| Hanamaki                               | -shi                | –           | 908,39 km²              | 92.815                       |
| Ichinoseki                             | -shi                | –           | 1.256,42 km²            | 111.824                      |
| Kamaishi                               | -shi                | –           | 440,35 km²              | 33.061                       |
| Kitakami                               | -shi                | –           | 437,55 km²              | 92.348                       |
| Kuji                                   | -shi                | –           | 623,50 km²              | 32.813                       |
| Miyako                                 | -shi                | –           | 1.259,15 km²            | 50.855                       |
| Ninohe                                 | -shi                | –           | 420,42 km²              | 25.083                       |
| Ōfunato                                | -shi                | –           | 322,51 km²              | 34.568                       |
| Ōshū                                   | -shi                | –           | 993,30 km²              | 112.402                      |
| Rikuzen-Takata                         | -shi                | –           | 231,94 km²              | 18.153                       |
| Takizawa                               | -shi                | –           | 182,46 km²              | 56.050                       |
| Tōno                                   | -shi                | –           | 825,97 km²              | 25.181                       |
| Shizukuishi                            | -chō                | Iwate       | 608,82 km²              | 15.589                       |
| Kuzumaki                               | -chō                | Iwate       | 434,96 km²              | 5467                         |
| Iwate                                  | -machi              | Iwate       | 360,46 km²              | 12.078                       |
| Shiwa                                  | -chō                | Shiwa       | 238,98 km²              | 32.036                       |
| Yahaba                                 | -chō                | Shiwa       | 67,32 km²               | 27.638                       |
| Nishi-Waga                             | -machi              | Waga        | 590,74 km²              | 5059                         |
| Kanegasaki                             | -chō                | Isawa       | 179,76 km²              | 15.337                       |
| Hiraizumi                              | -chō                | Nishi-Iwai  | 63,39 km²               | 7178                         |
| Sumita                                 | -chō                | Kesen       | 334,84 km²              | 4997                         |
| Ōtsuchi                                | -chō                | Kami-Hei    | 200,42 km²              | 10.719                       |
| Yamada                                 | -machi              | Shimo-Hei   | 262,81 km²              | 14.388                       |
| Iwaizumi                               | -chō                | Shimo-Hei   | 992,36 km²              | 8549                         |
| Tanohata                               | -mura               | Shimo-Hei   | 156,19 km²              | 3008                         |
| Fudai                                  | -mura               | Shimo-Hei   | 69,66 km²               | 2489                         |
| Karumai                                | -machi              | Kunohe      | 245,82 km²              | 8224                         |
| Noda                                   | -mura               | Kunohe      | 80,80 km²               | 3852                         |
| Kunohe                                 | -mura               | Kunohe      | 134,02 km²              | 5256                         |
| Hirono                                 | -chō                | Kunohe      | 302,92 km²              | 14.757                       |
| Ichinohe                               | -machi              | Ninohe      | 300,03 km²              | 11.296                       |
| Iwate                                  | -ken (33 Gemeinden) | (10 Kreise) | 15.275,01 km²           | 1.207.365                    |

## Sehenswürdigkeiten und Landmarken (Auswahl)

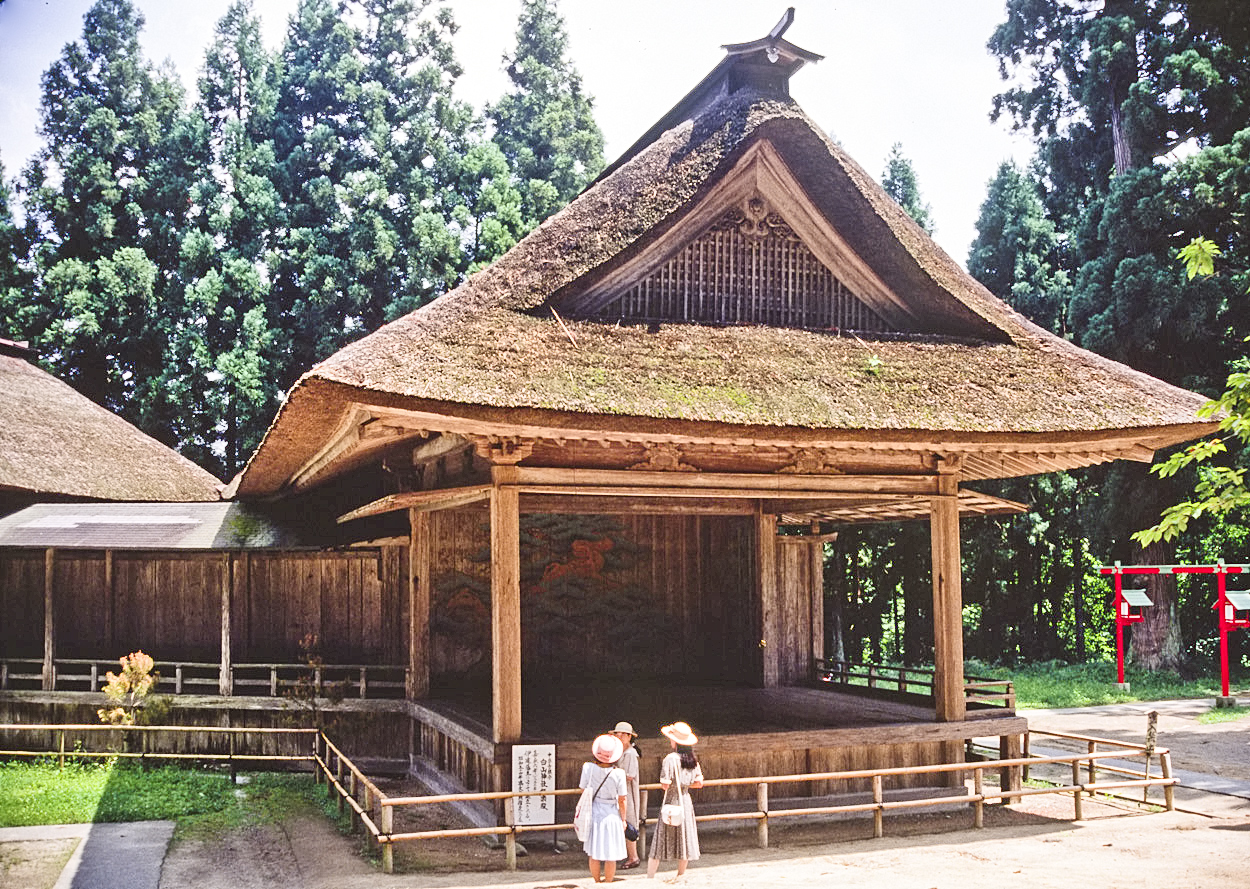
Nō-Bühne in Chūson-ji
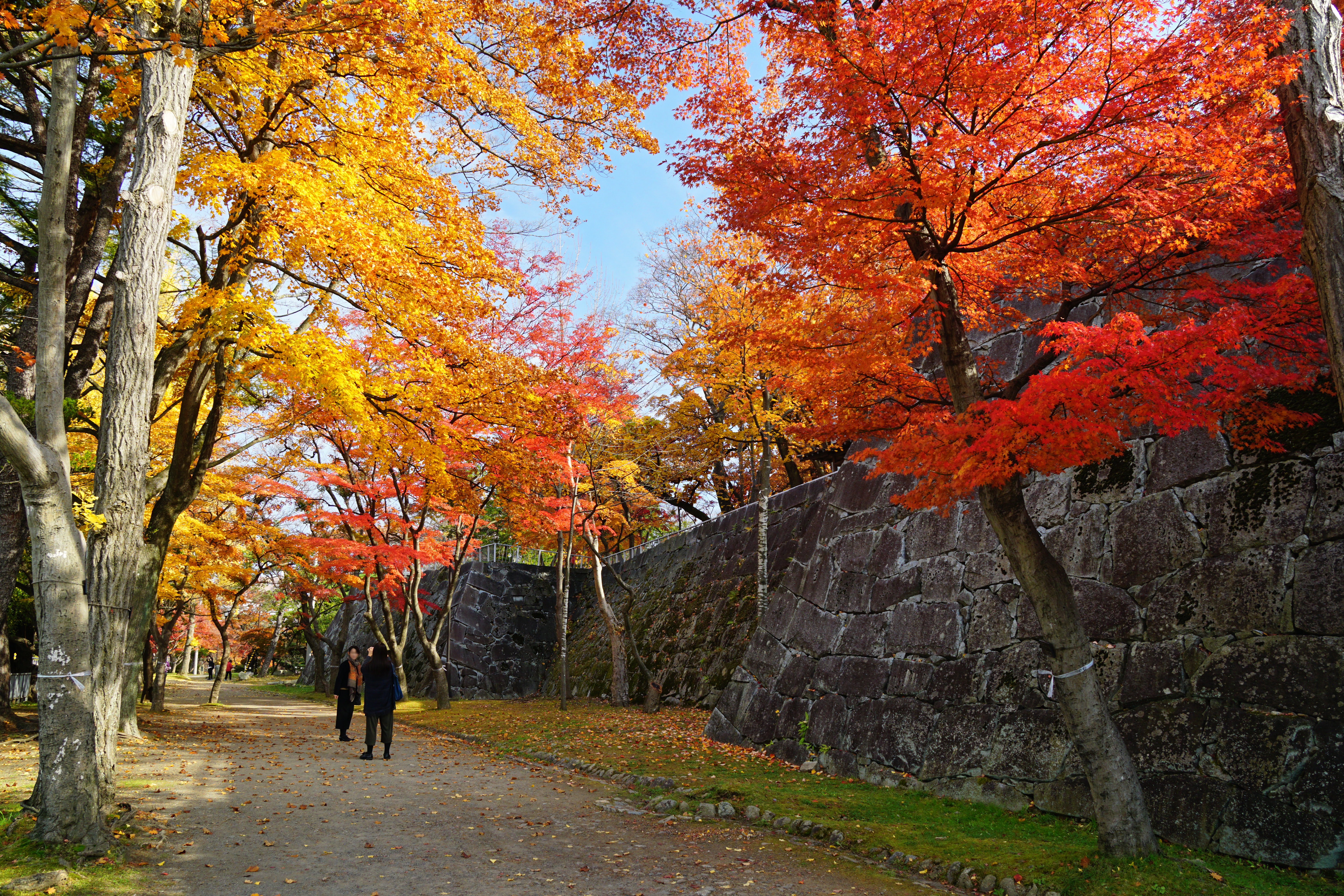
Park an der Burg Morioka
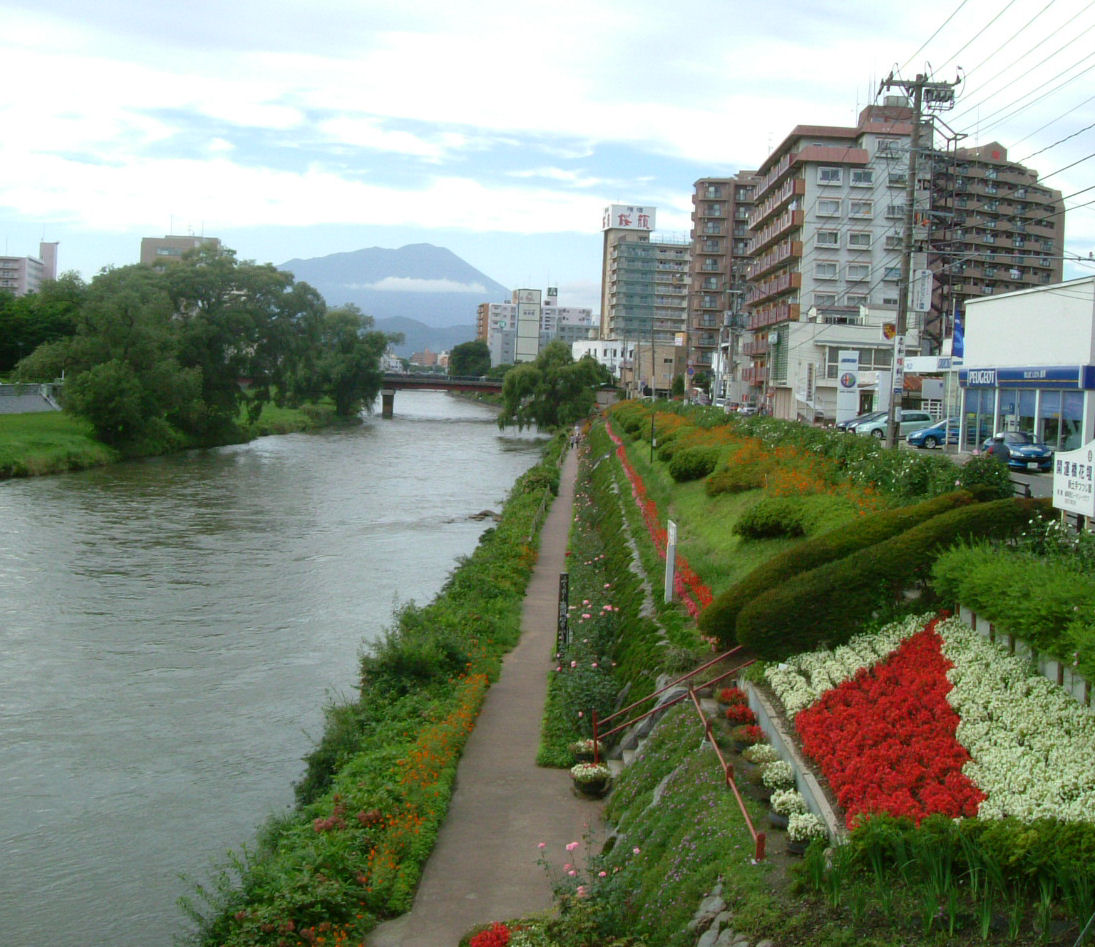
Fluss Kitakami und Berg Iwate
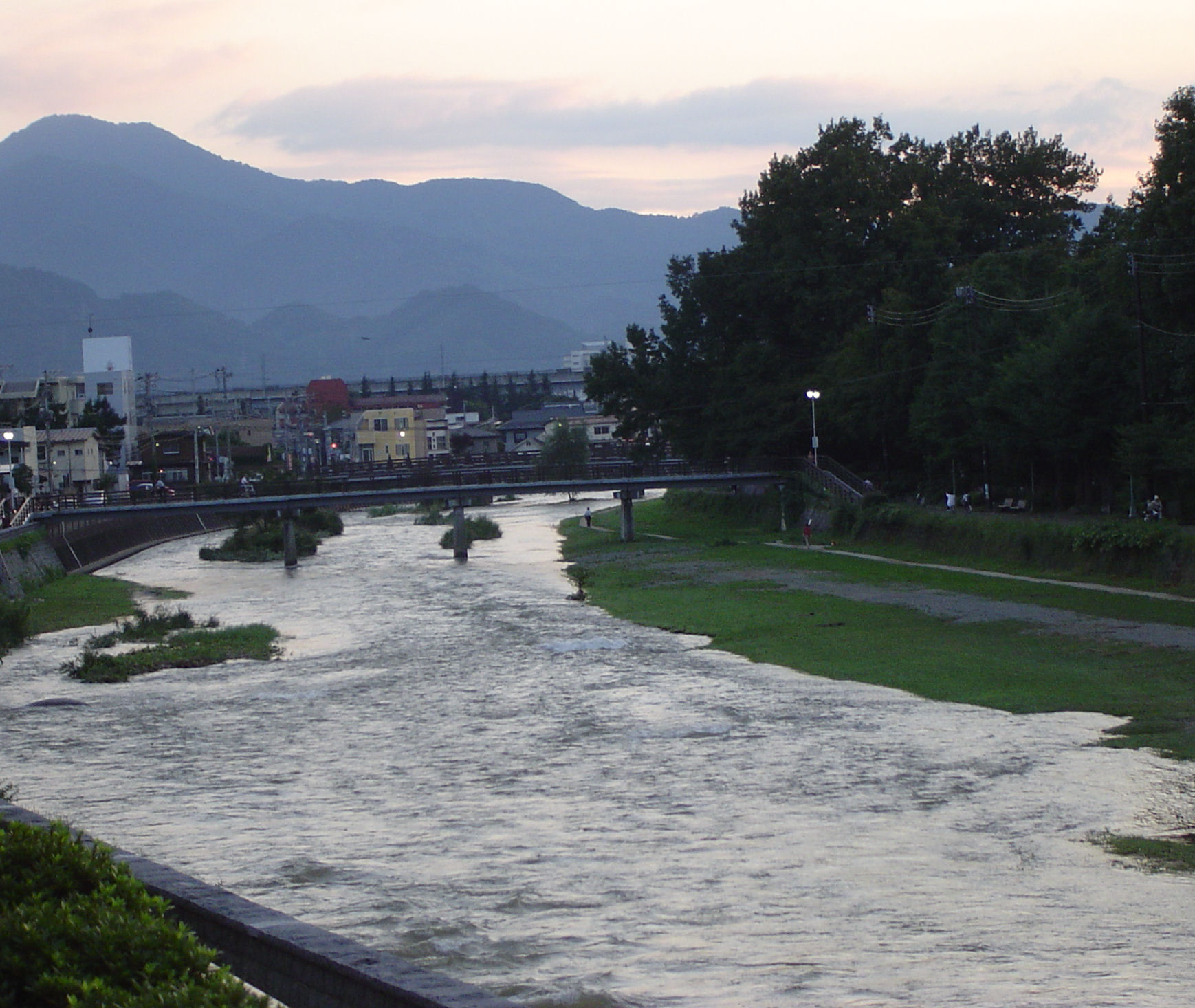
Fluss Kitakami

## In der Astronomie
Der Asteroid (19691) Iwate wurde 2012 nach der Präfektur benannt.